# Руговское ущелье
Руговское ущелье (алб. Gryka e Rugovës; серб. Руговска клисура) — речной каньон (ущелье) близ города Печ на западе частично признанной Республики Косово, вблизи границы с Черногорией. Имея длину до 25 км и глубину до 1000 метров, каньон считается одним из самых длинных и глубоких в Европе. Он образовался в результате отступления Печского ледника, а затем водной эрозии рекой Печска-Бистрица.
В 1985 года Руговское ущелье было объявлено охраняемым памятником природного наследия за его геологическую, гидрологическую, спелеологическую и ботаническую ценность, и также за живописный пейзаж.

## География

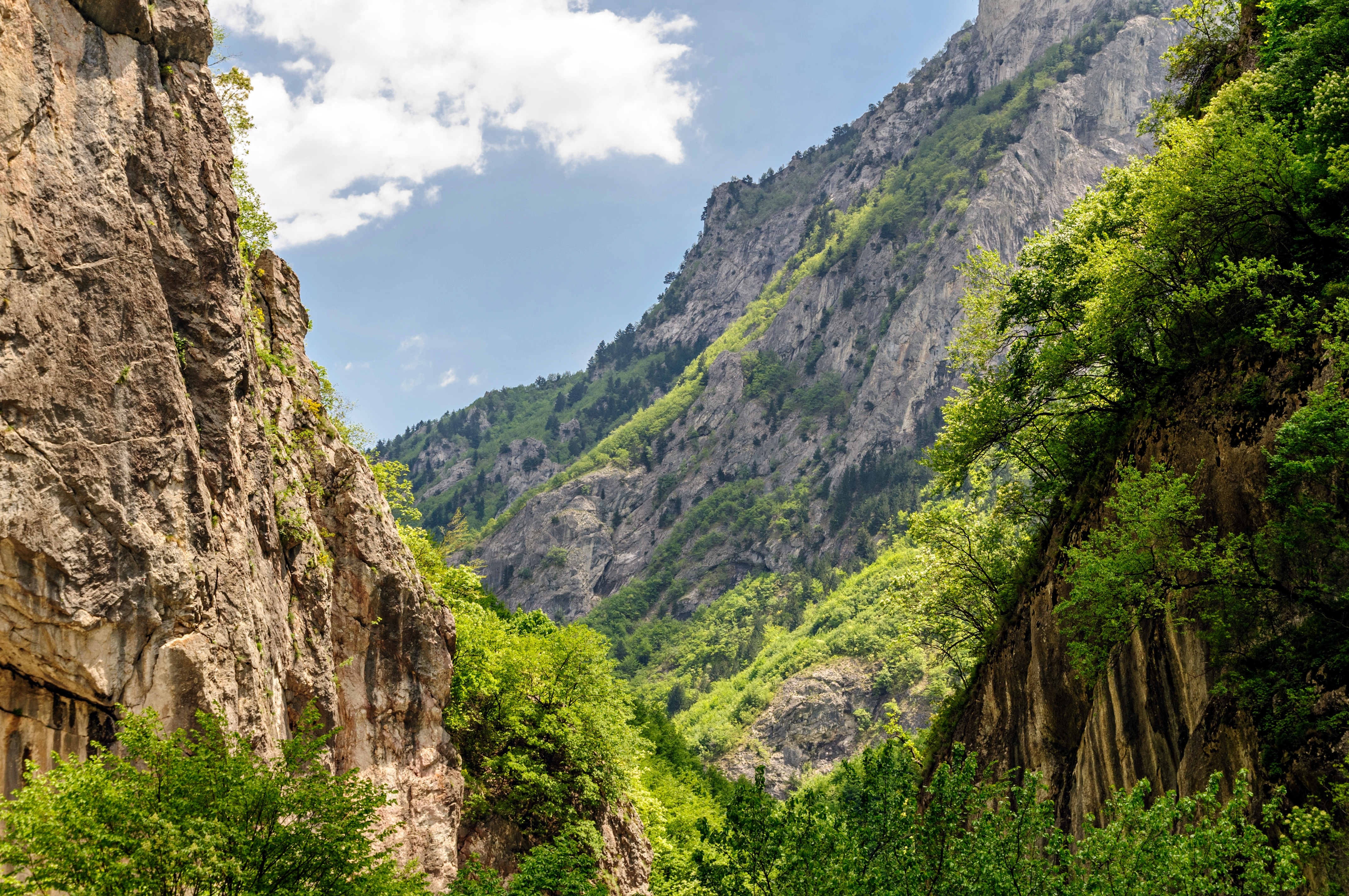
Руговское ущелье

Короткая, но мощная река Печска-Бистрица прорезала каньон между горами Жлеб на севере и Копривником, северным выступом гор Проклетие, на юге. Вход в ущелье расположен в трёх километрах к западу от города Печ. Следующие 6 км каньон продолжает сужаться, создавая долину с высокими вертикальными стенами, через которую течет река. Дальше ущелье ещё сужается на участке, где по его восточной стороне проложена дорога, соединяющая Косово с Черногорией.
Средняя глубина каньона составляет 650—1000 м. Вода прорезала не только известняк и глинистый сланец, но и породы, сложенные мрамором и серпентинами. Верхняя часть каньона является ледниковым трогом древнего ледника. В районе ущелья мало населённых пунктов, люди проживают в восточной его части, а также у западного берега (в летний период).
В ущелье есть несколько водопадов и много ручьев, например Чёрная вода (алб. Uji i Zi) и Ручей 5-го км (алб. Kroi i km-5). На шестом километре каньона расположен водопад высотой 25 метров, который падает со скал его южной стороны в реку. Также в каньоне сотни пещер, многие из них не исследованы. Наиболее известные — система пещер Большого каньона (исследованы ближайшие 11 км), пещера Чёрных ножниц (алб. Shpella e Karamakazit) и пещера Каллаба (алб. Shpella e Kallabes; в ней найдены останки древних людей). Стороны каньона соединяет хорошо известный арочный мост.

### Пещера Большого каньона
Пещера Большого каньона (алб. Gryka e Madhe) расположена на 8-м километре Руговского ущелья с левой стороны в 60 метрах над руслом реки (637 н. у. м.).
Исследование пещеры началось в 1993 году, когда её открыли словацкие спелеологи, которые путешествовали в Македонии через Руговский каньон, хотя местным жителям она была известна задолго до этого. Было определено, что коридоры пещеры имеют овальный профиль, а она сама имеет характер постоянно подземного каньона с высокими стенами. Самые высокие уровни пещеры не имеют отложений, а на низших имеются большие, круглые камни. В настоящее время исследовано 5 уровней пещеры. Первый — на уровне зеркала воды реки, это примерно на 66 метров ниже входа; на этом уровне выявлены разноцветные отложения. Из-за пересечённой местности и риска для людей пещеру редко посещают люди, и она пребывает в хорошем состоянии. Пещеру исследовали различные команды экспертов из Словакии, Болгарии, неправительственной организации «Aragoniti» и государственного учреждения Косовское агентство по охране окружающей среды (KEPA).

## Достопримечательности
Руговское ущелье является привлекательным объектом для горного туризма (хайкинга и скалолазания) и для исследователей пещер. Здесь также была построена Виа феррата (трасса для скалолазов), первая и пока единственная на Балканах.
Монастырь Печского патриархата, исторический и духовный центр Сербской православной церкви, расположен у входа в ущелье.

## Галерея

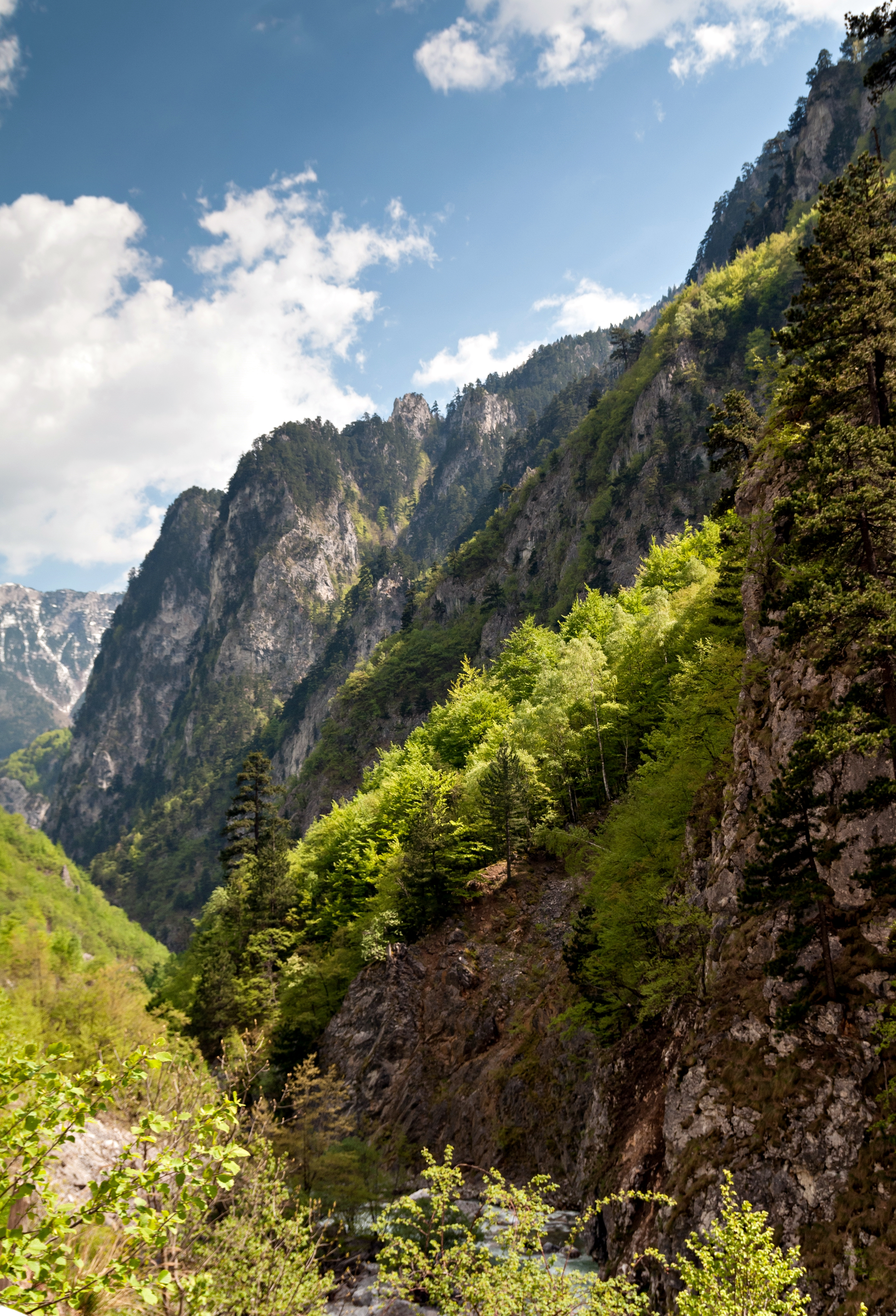
Руговское ущелье
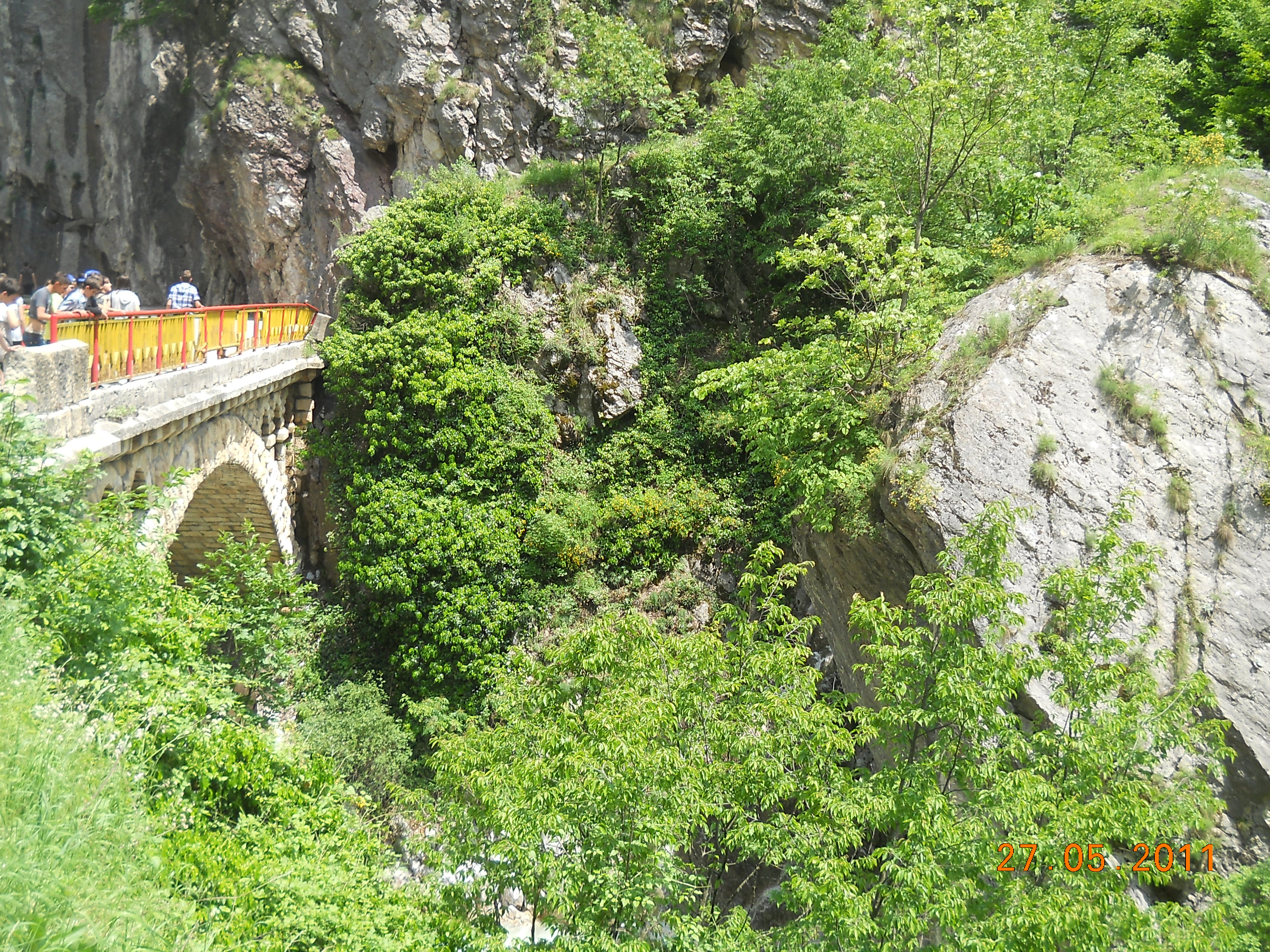
Мост через реку
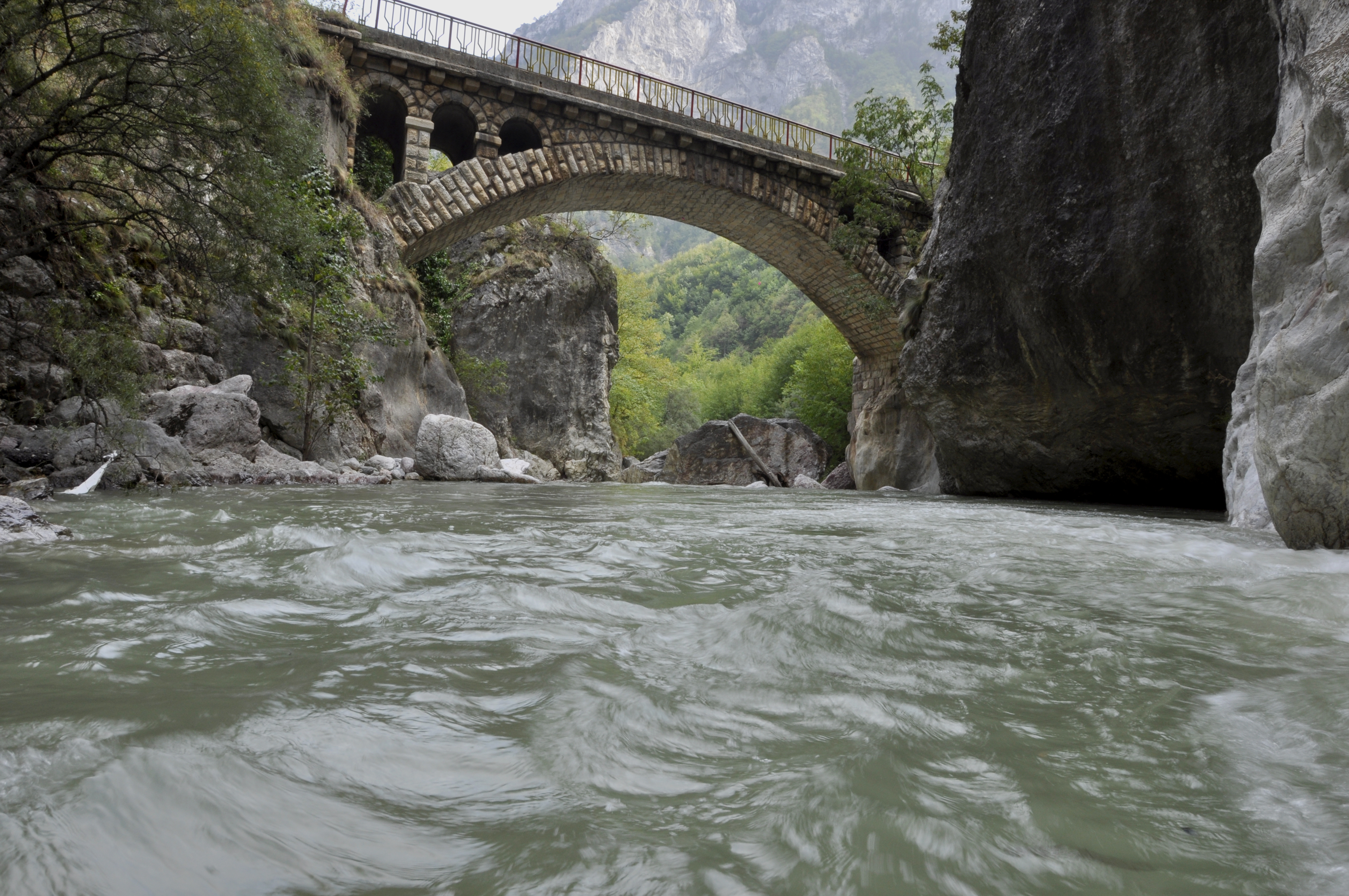
Мост через реку
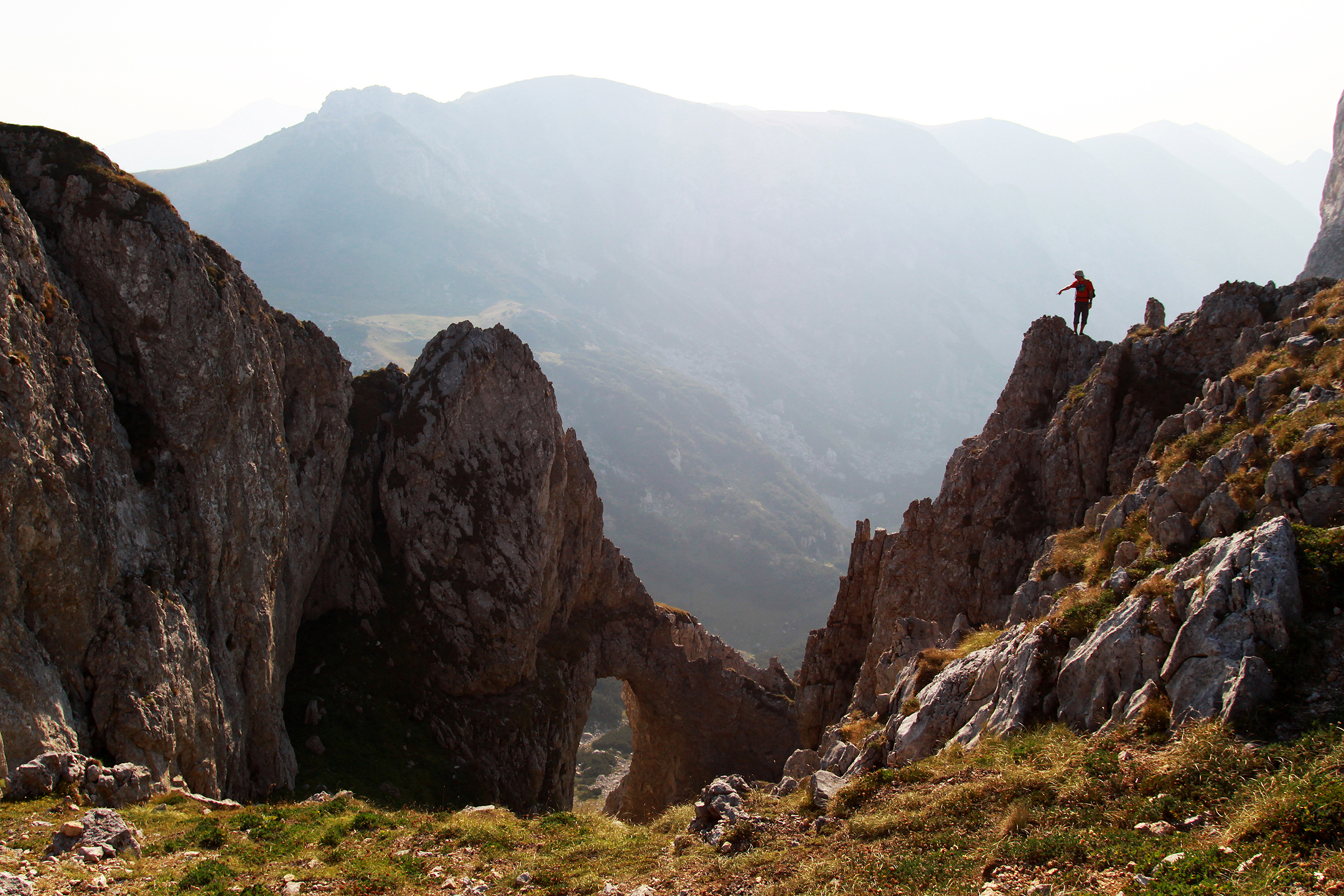
Скала Лугу и Шкодрес в каньоне
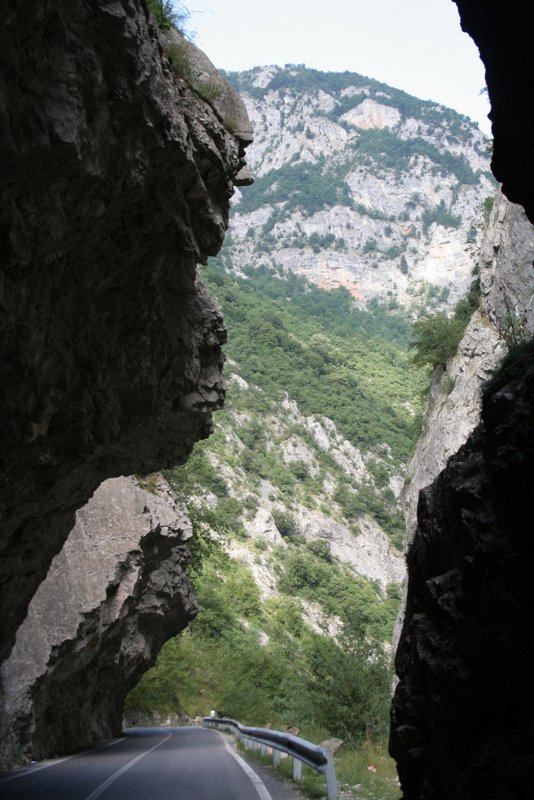
Дорога, проложенная через каньон
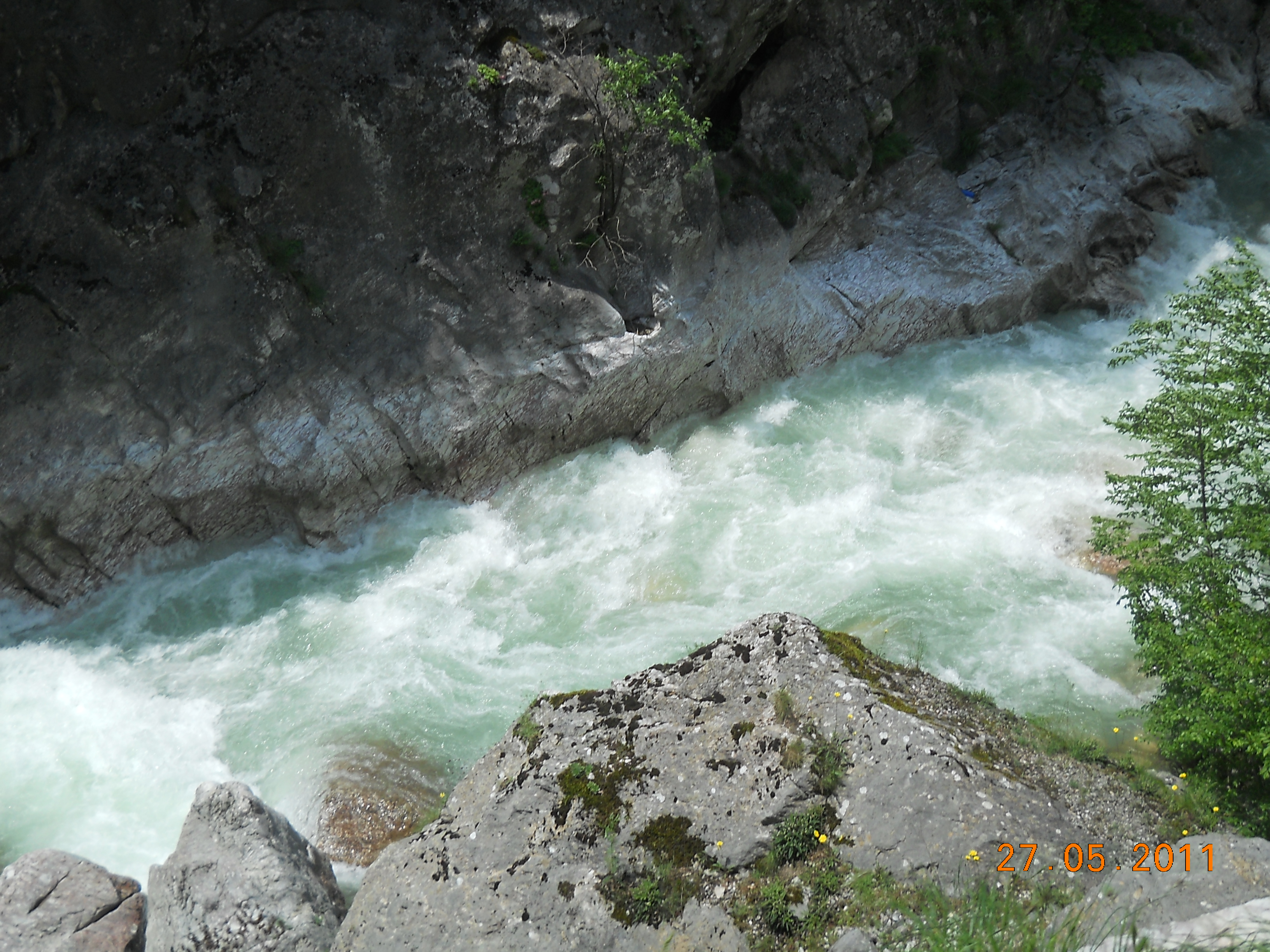
Река Печска-Бистрица
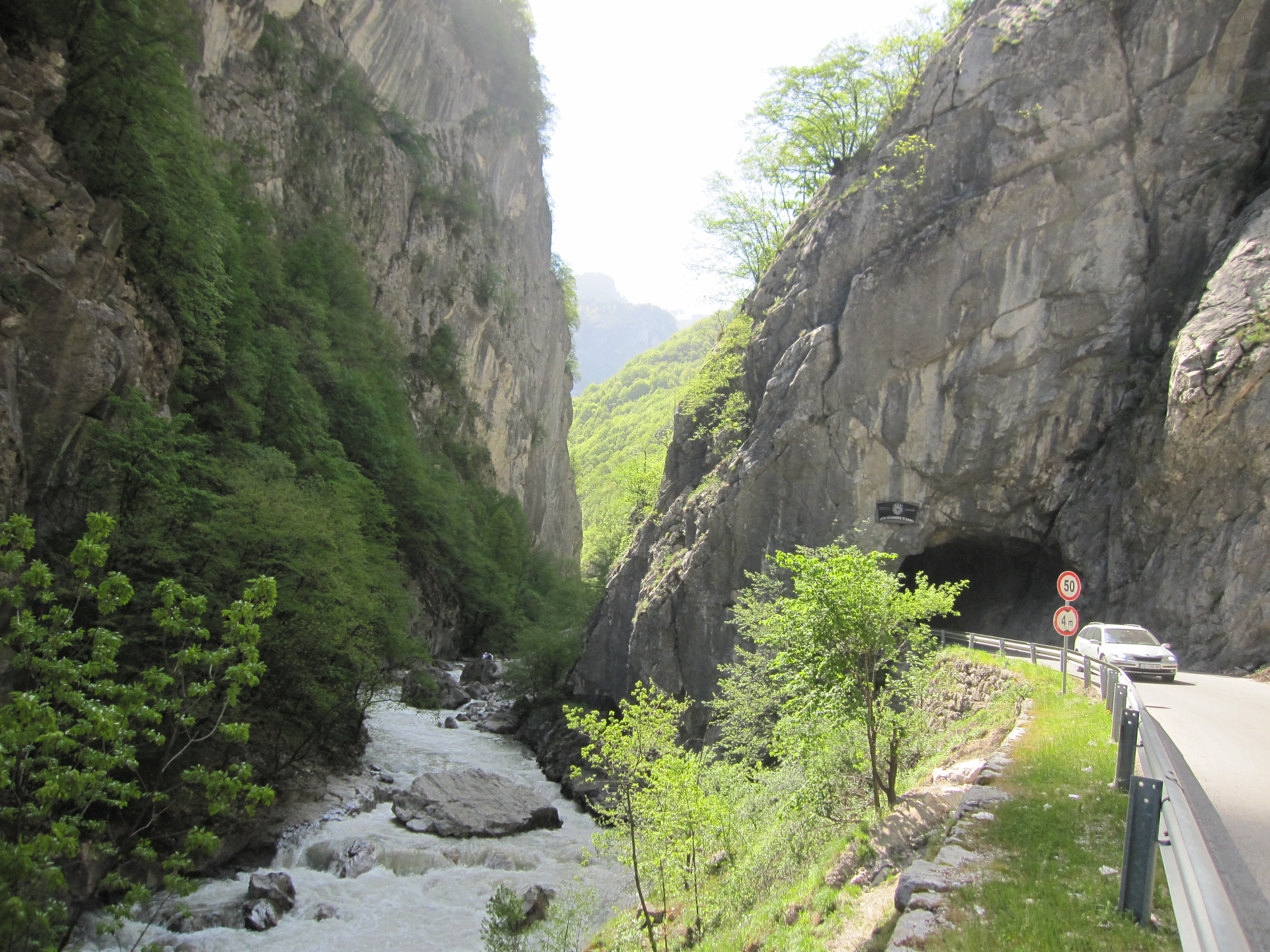
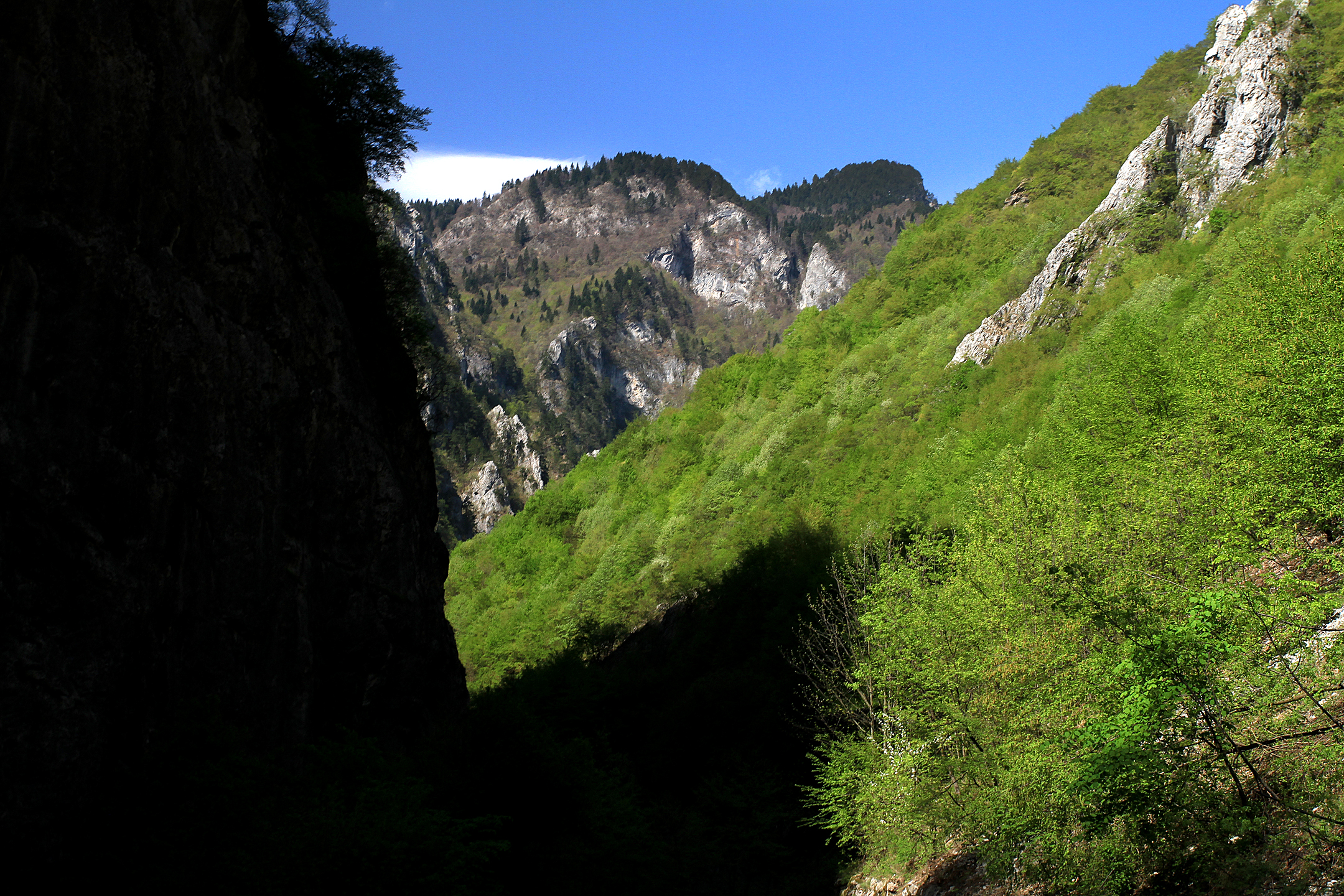
Флора каньона
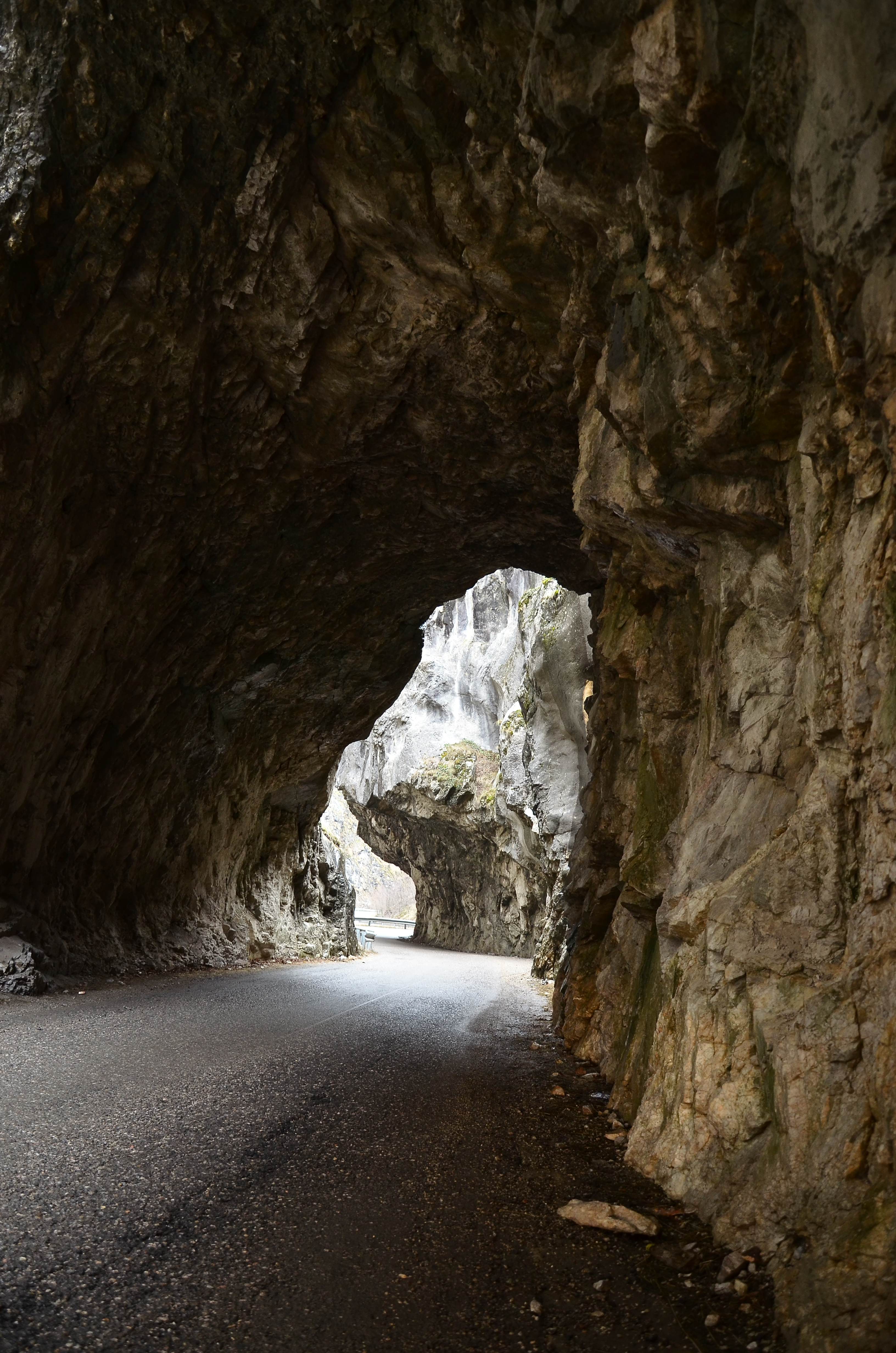
Тунель через скалы
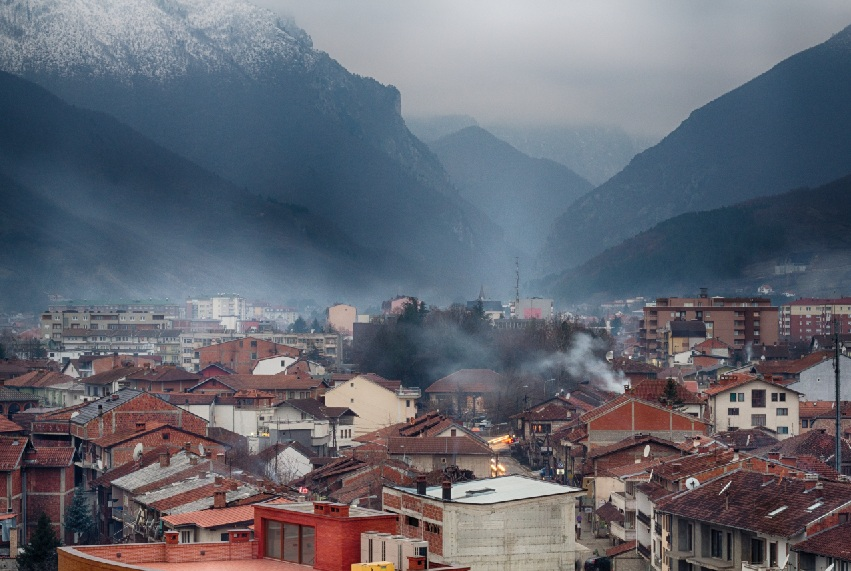
Город Печ и вход в каньон
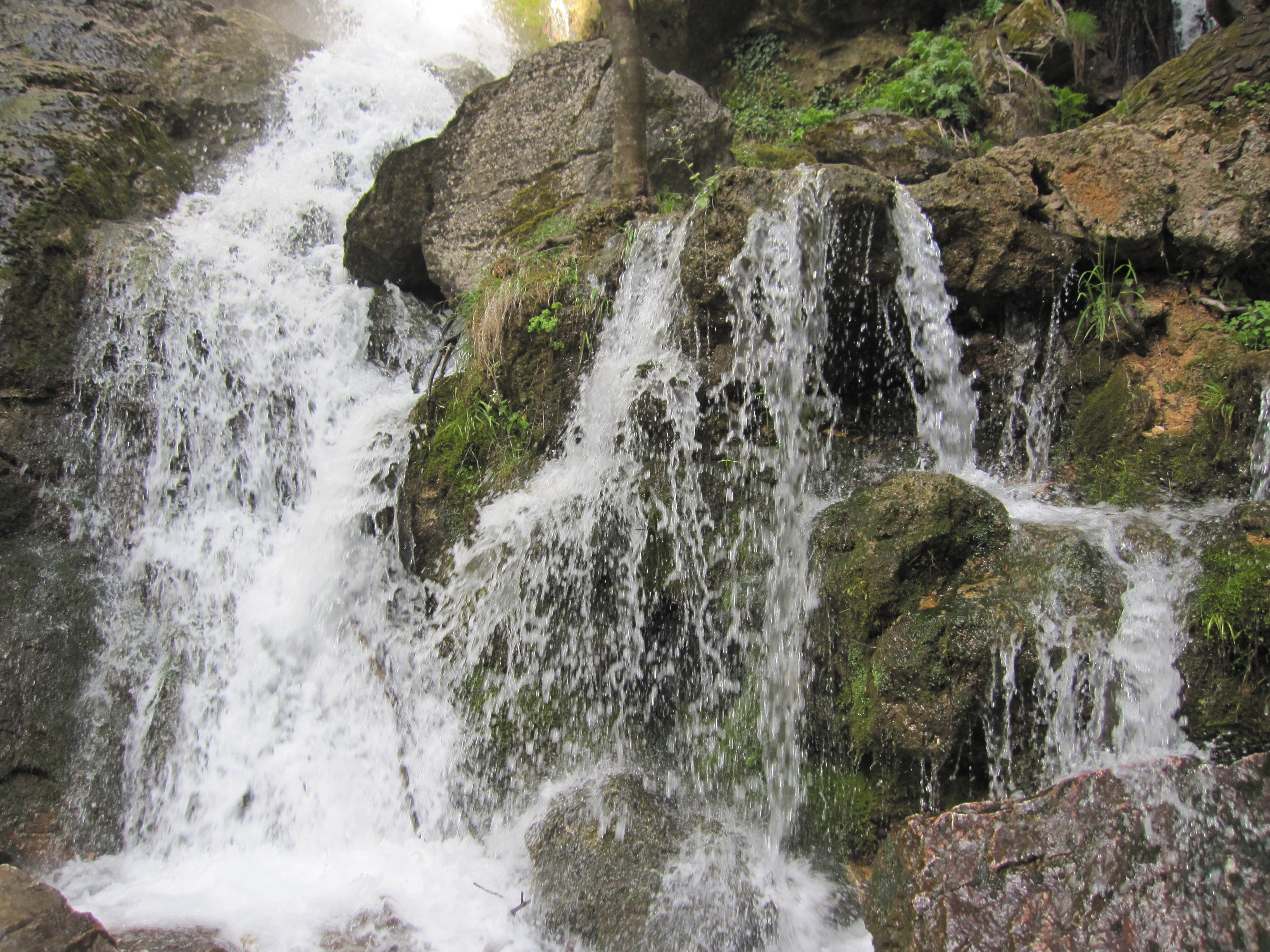
Водоспад на 5 км
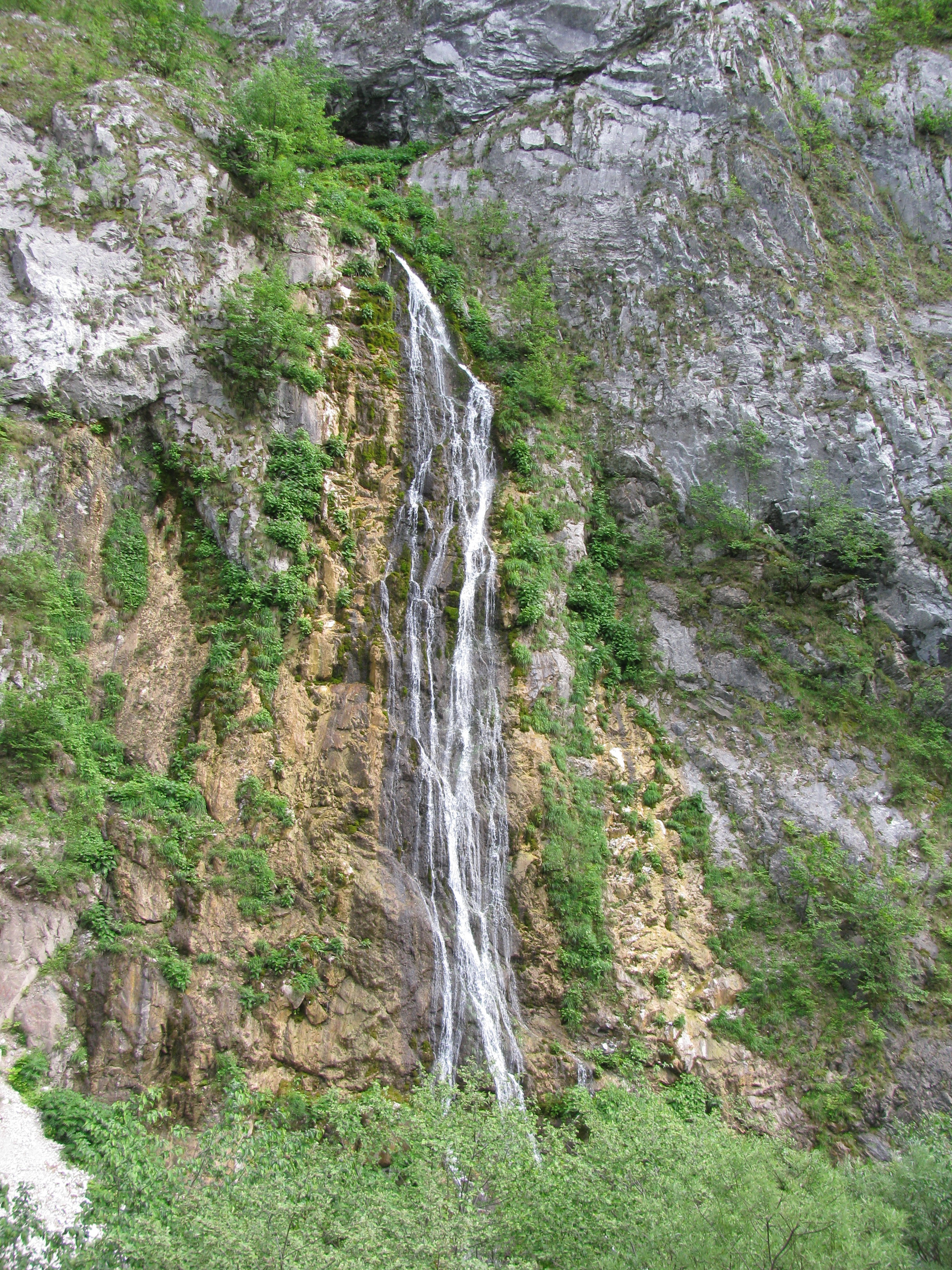
Водоспад на 6 км
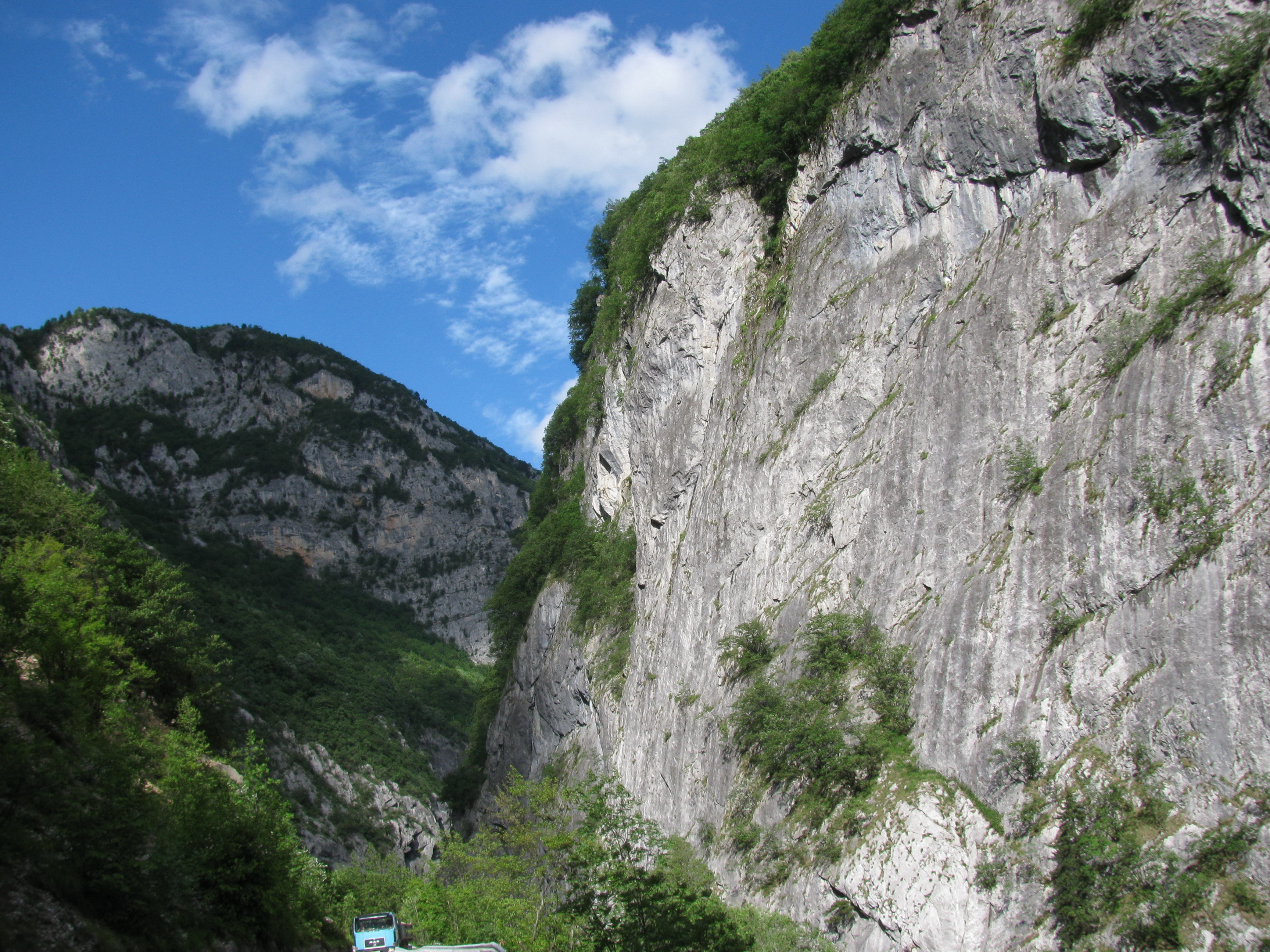
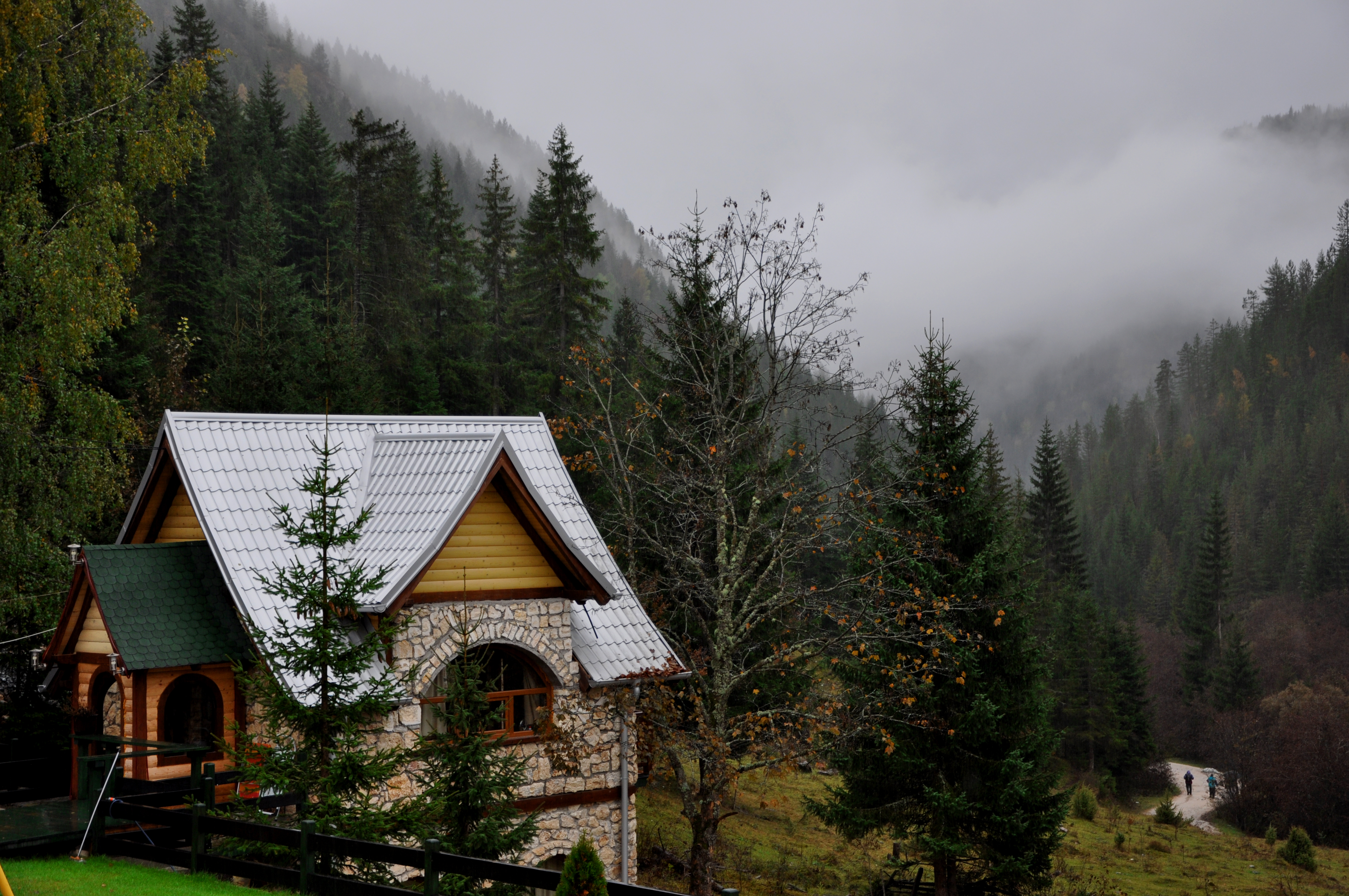
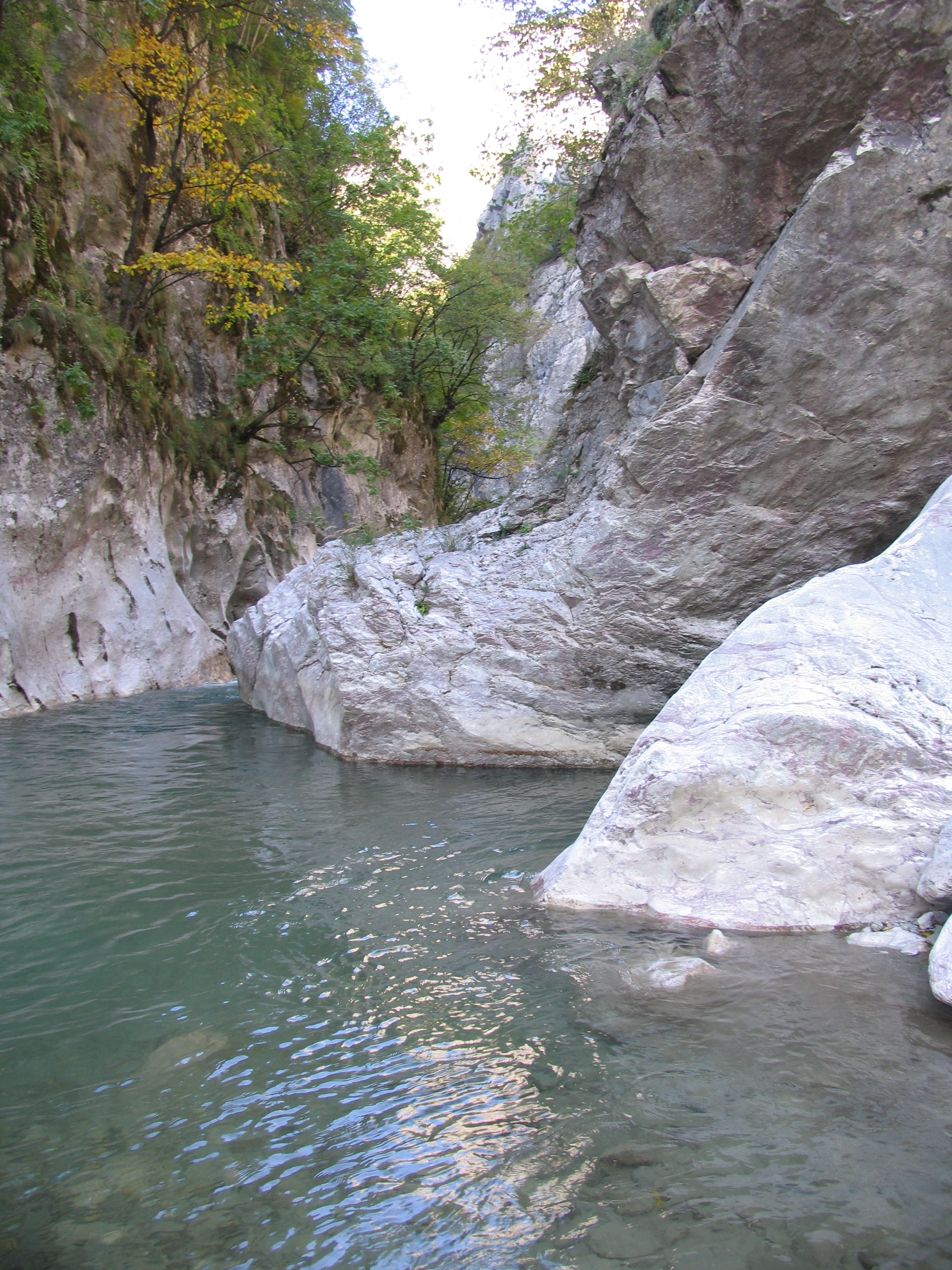